# DR-Baureihe 243
Die Lokomotiven der Baureihen 243 und 212 realisieren ein mit der Versuchslokomotive 212 001 bestätigtes universelles Konzept einer Elektrolokomotive der Deutschen Reichsbahn, deren Einsatzgebiet in allen Zugbetriebsbereichen lag. Seit 1992 werden diese Lokomotiven als Baureihen 143 beziehungsweise 112 geführt. Die erste Bauserie der 112 erhielt mittlerweile die Baureihenbezeichnung 114.

## Entwicklung

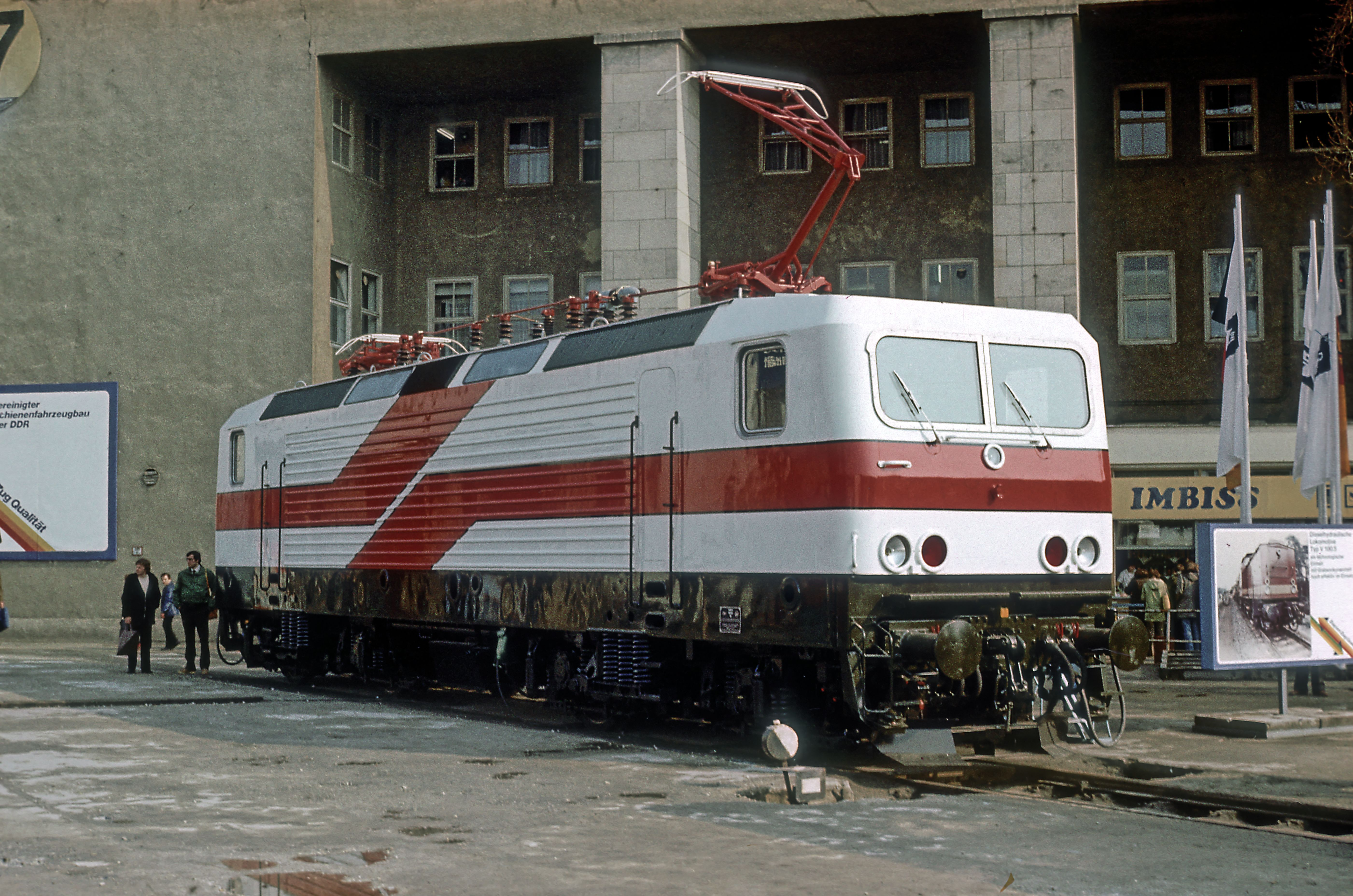
Prototyp 212 001 auf der Leipziger Frühjahrsmesse 1982

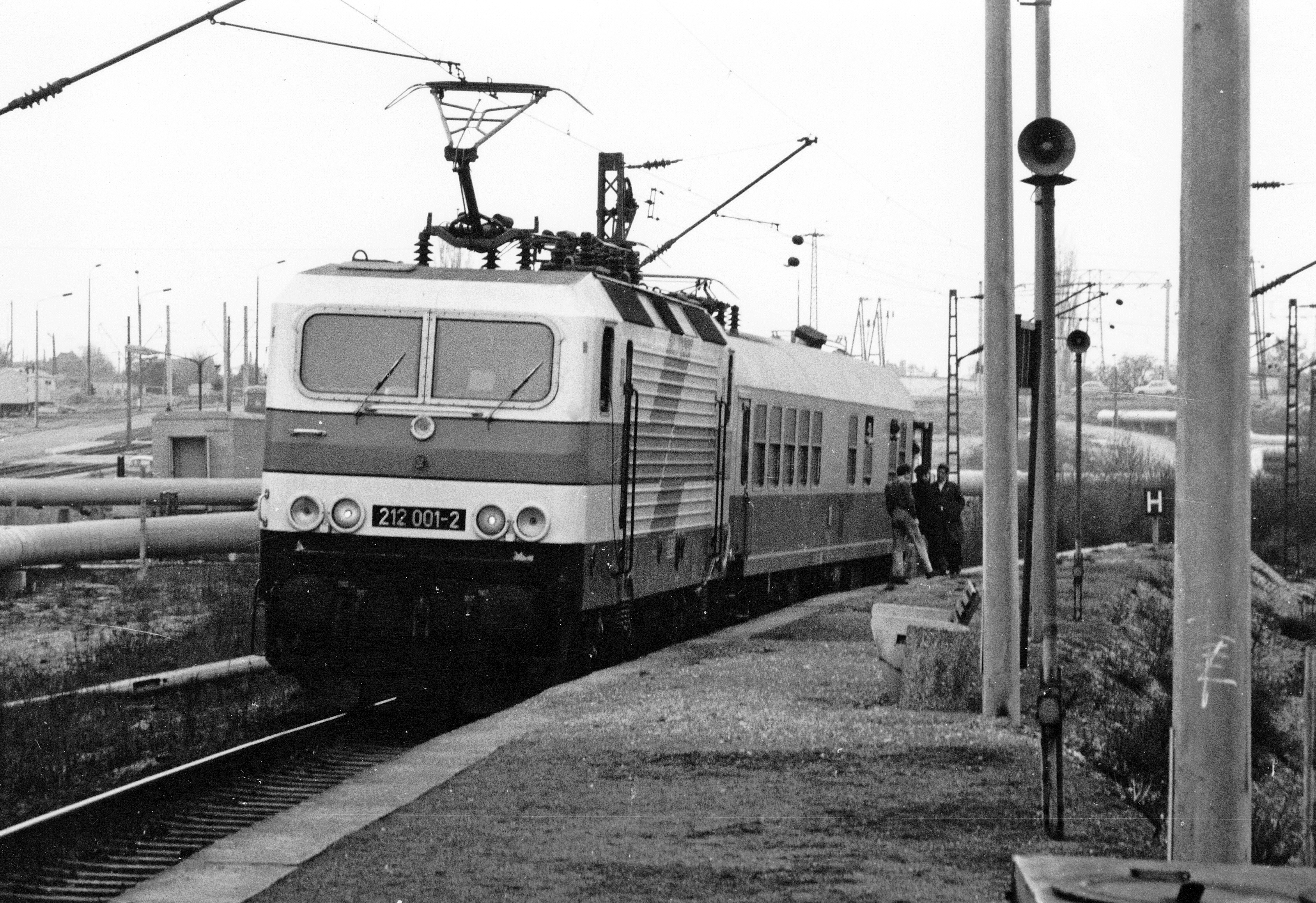
Prototyp 212 001 bei Messfahrten in Halle-Silberhöhe 1983

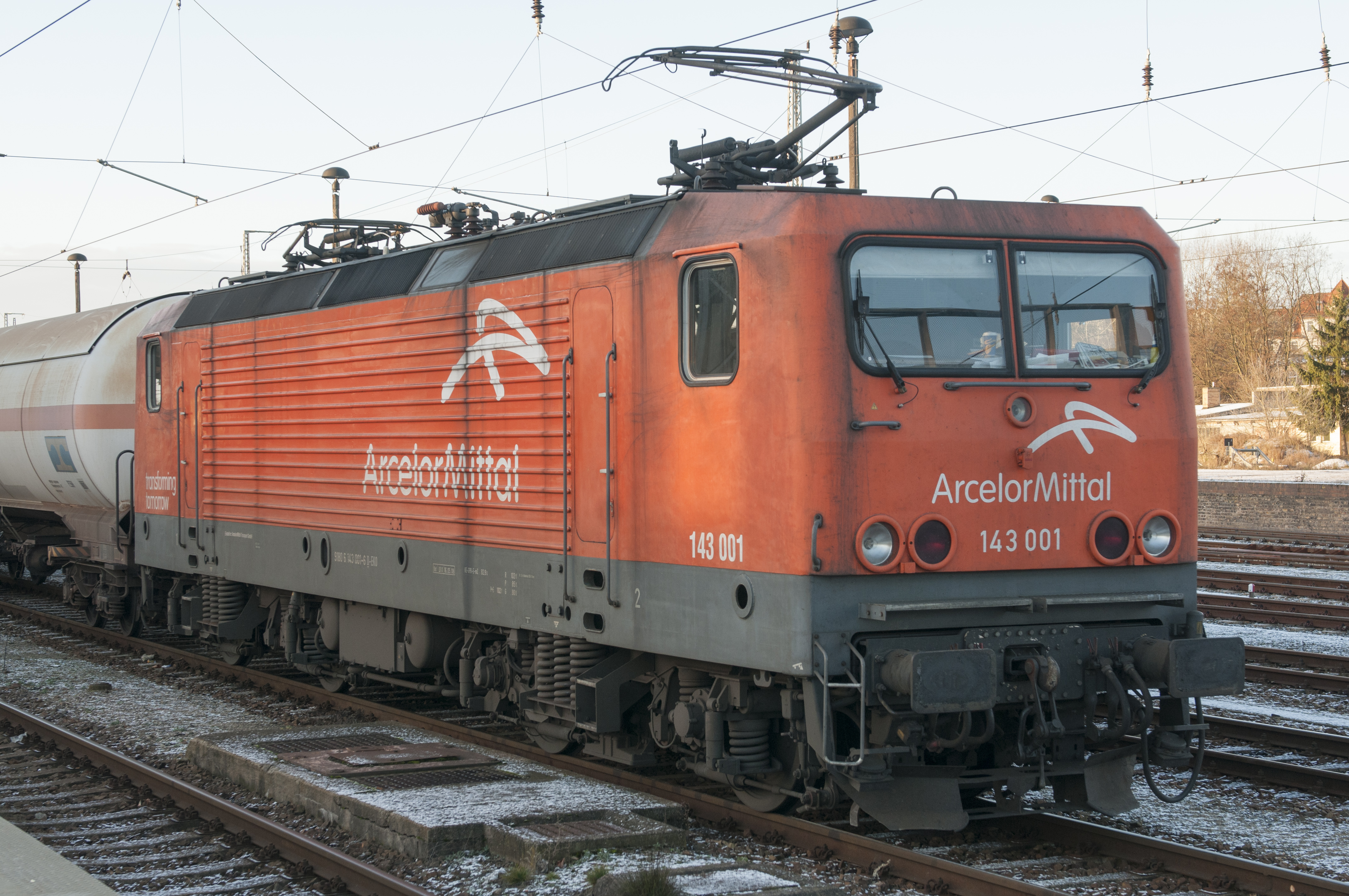
Umlackierte 143 001 im Jahr 2013

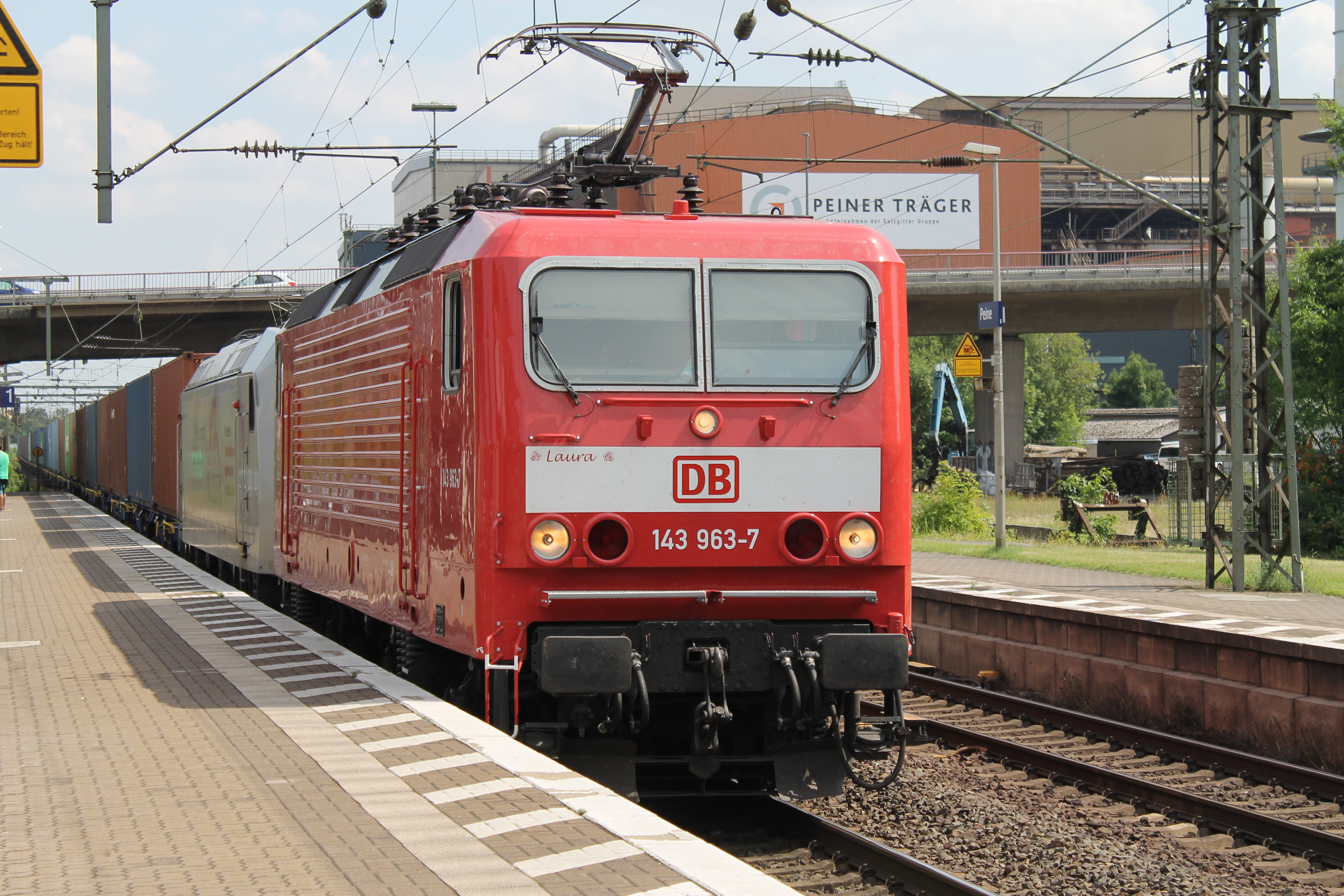
143 963 »Laura« in Peine

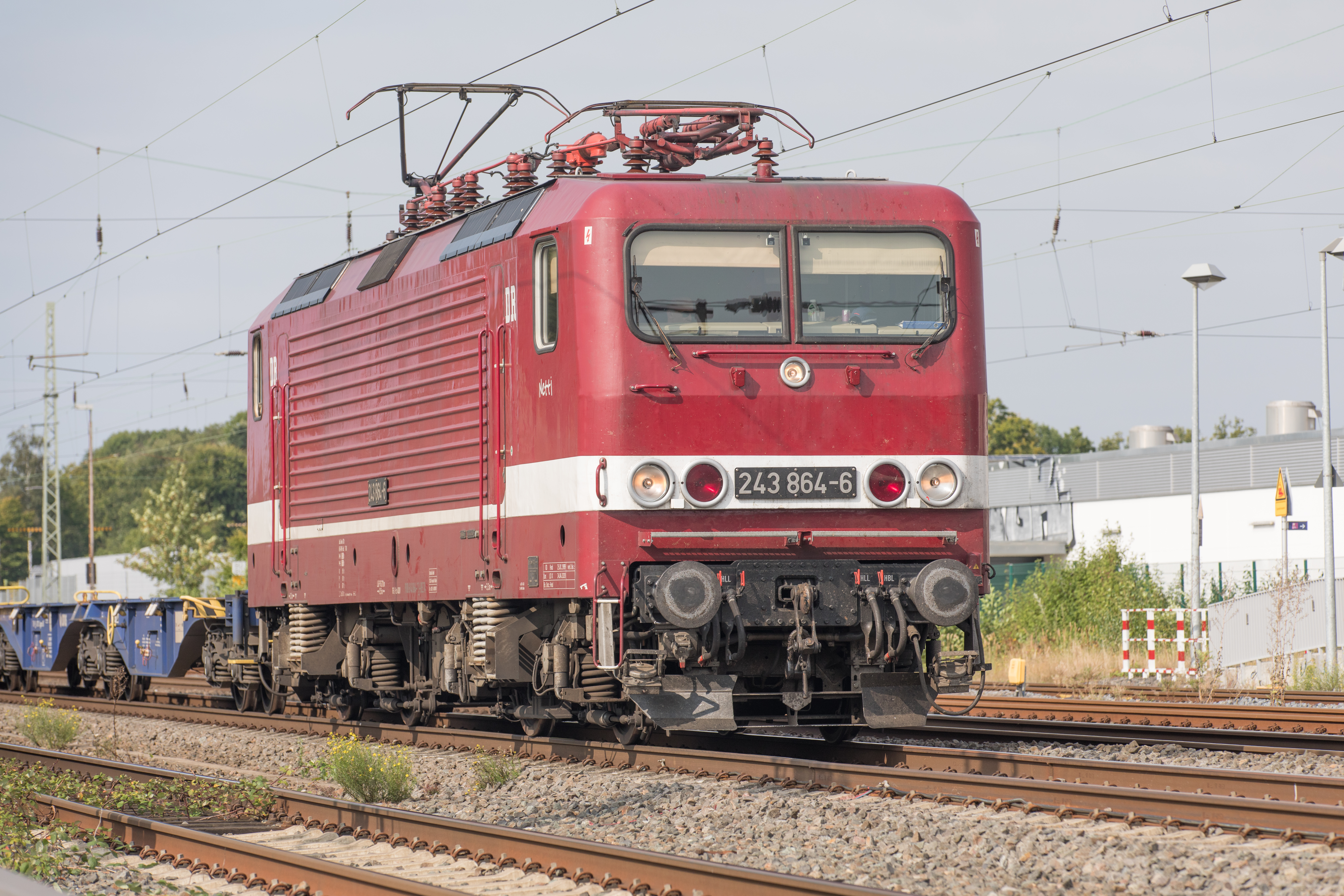
Die Maschinen der Unterbaureihe 243.8 wurden mit einer Vielfachsteuerung geliefert. Hier die 243 864 im DR-Anstrich

Nachdem die DDR mehr als zehn Jahre lang die Dieseltraktion forciert hatte, begann ab 1978 bei der Deutschen Reichsbahn eine umfassende Streckenelektrifizierung. Grund war neben der Ölverteuerung vor allem die Tatsache, dass dank der umfassenden Kraftwerksneubauten in den 1960er und 1970er Jahren die Kapazitätsengpässe in der Versorgung mit Elektroenergie weitgehend beseitigt waren. 
Der VEB Lokomotivbau Elektrotechnische Werke „Hans Beimler“ Hennigsdorf (LEW), einziger Hersteller von Elloks in der DDR, bekam 1978 den Auftrag, ausgehend von der bewährten schweren Güterzuglokomotive der Baureihe 250 eine leichtere und technisch modernere vierachsige Variante für den Reise- und mittelschweren Güterzugdienst zu entwickeln. Diese sollte ohne betriebliche Einschränkungen die Lokomotiven der Baureihen 211 im Schnellzug- und 242 im Güterzugdienst ersetzen können. Die mechanischen Komponenten wurden in Hennigsdorf entwickelt und hergestellt. Die Fahrmotoren kamen vom VEB Sachsenwerk Dresden.
Auf der Leipziger Frühjahrsmesse 1982 wurde der Prototyp 212 001 der Öffentlichkeit vorgestellt. Die Lokomotive machte vor allem durch ihr attraktives Äußeres (weiß mit roten Streifen) von sich reden und bekam von den Besuchern den Spitznamen Weiße Lady. Die Elektrolokomotive der Baureihe BR 212/243 wurde für ihre Gestaltung auf der Frühjahrsmesse mit dem Preis Gutes Design ausgezeichnet.
Nach der Messe begann die DR in der VES-M Halle (Saale) mit der Erprobung der 140 km/h schnellen Lok, die konstruktiv für 160 km/h ausgelegt war. Im Rahmen der Probezerlegung im Raw Dessau wurde die Getriebeübersetzung geändert und die Maschine am 14. Oktober 1983 in 243 001 umbezeichnet. Durch die geänderte Übersetzung konnte die Zugkraft deutlich erhöht werden, wobei die zulässige Geschwindigkeit auf 120 km/h reduziert wurde.

## Serienfertigung

### DR-Baureihe 243

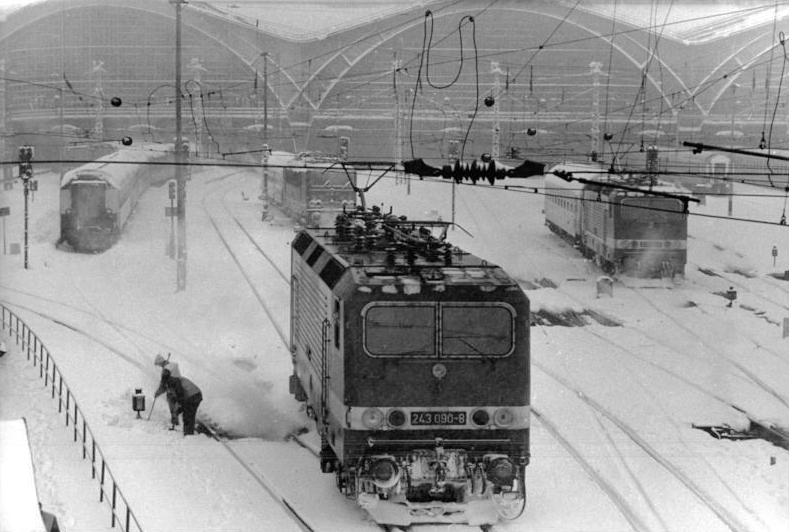
243 090 in Leipzig Hauptbahnhof, 1987

Da zu diesem Zeitpunkt (1984) nirgendwo im DR-Netz mehr als 120 km/h gefahren werden durfte, wurden zunächst Mehrzwecklokomotiven der Baureihe 243 beschafft. Ein äußerlich sichtbarer Unterschied zum Baumuster waren die entfallenen Maschinenraumfenster in den Dachschrägen zwischen den Düsengittern. 1984 wurden die ersten 20 Lokomotiven ausgeliefert, 1985 80, 1986 100, 1987 110 und 1988 insgesamt 114 Fahrzeuge. Ende 1989 wurde die 500. Lokomotive ausgeliefert, im Juni 1990 die 600.
Ab der Ordnungsnummer 299 wurden die Lokomotiven mit strömungsoptimierten Köpfen ausgestattet, die durch einen verringerten Luftwiderstand den Energieverbrauch um etwa fünf Prozent reduzierte. Die Lokomotiven der Baureihen 112.0 und 112.1 wurden ebenfalls mit dieser Kopfform gebaut.
Ab 1988 erhielten die Lokomotiven eine konventionelle Vielfachsteuerung, um ein Fahren in Doppeltraktion zu ermöglichen. Diese Maschinen erhielten Ordnungsnummern ab 801, sie bildeten die Unterbaureihe 243.8. Daran anschließend wurden bis Dezember 1990 nochmals 109 Lokomotiven ohne Vielfachsteuerung beschafft, so dass die DR zu diesem Zeitpunkt insgesamt über 636 Loks der Baureihe 243 verfügte. Sechs Lokomotiven waren bis 1990 nach Unfällen bereits ausgemustert worden. Mit der 243 659 ging am 2. Januar 1991 die letzte 243 in Betrieb (nach anderer Quelle bereits am 17. Dezember 1990 – damit hätte der Bestand Ende Dezember 1990 640 Fahrzeuge betragen).
Nach der Währungs-, Wirtschafts- und Sozialunion mit der Bundesrepublik Deutschland ging der Eisenbahngüterverkehr in der DDR stark zurück und große Teile des Bestandes von Lokomotiven der Baureihe 243 standen auf den Abstellgleisen. Ab August 1990 wurde die damalige DR 243 922 – die spätere 143 922 – an die Schweizerische Südostbahn AG (SOB) vermietet (1995 an die DB zurückgegeben, die „dringenden Eigenbedarf“ anmeldete), die 243 925 und 926 gingen zur Erprobung an die Bundesbahn nach Freiburg und Düsseldorf.

### DB-Baureihe 143
Da die Lokomotiven sich dort bewährten, wurden in den nächsten Jahren 150 Loks von der DB angemietet, wo sie als Baureihe 143 zunächst auf der Schwarzwald- und Höllentalbahn sowie von Düsseldorf aus bei der S-Bahn Rhein-Ruhr und von Dortmund aus im Güterzugdienst eingesetzt wurden. Diese Leihlokomotiven waren im Bw Erfurt beheimatet. Nachdem die beiden deutschen Staatsbahnen 1994 zur Deutschen Bahn AG vereinigt wurden, konnte der Fahrzeugeinsatz noch freizügiger erfolgen, sodass die inzwischen alle in Baureihe 143 umgezeichneten Loks auf vielen Strecken Westdeutschlands zu finden waren.
Die ehemalige 212 001 blieb Eigentum des Herstellers und wurde nach dem Probeeinsatz 1982 bis 1984 bei der Deutschen Reichsbahn für verschiedene Mess- und Versuchsaufgaben genutzt. Die heutige 143 001 wurde im Ausbesserungswerk Dessau weitestgehend den Serienlokomotiven angeglichen, die Fenster in den Maschinenraum-Dachschrägen blieben jedoch erhalten. Seit 2000 gehörte sie in rot-silberner Farbgebung der EKO-Trans, Eisenhüttenstadt, seit Mai 2008 trug sie in der Firmenfarbe Orange die neue Eigentümerbezeichnung Arcelor Mittal. Seit 2020 gehört sie der Delta Rail GmbH. 2024 erhielt sie bei einer Hauptuntersuchung ihre ursprüngliche Lackierung und Nummer 212 001 wieder.

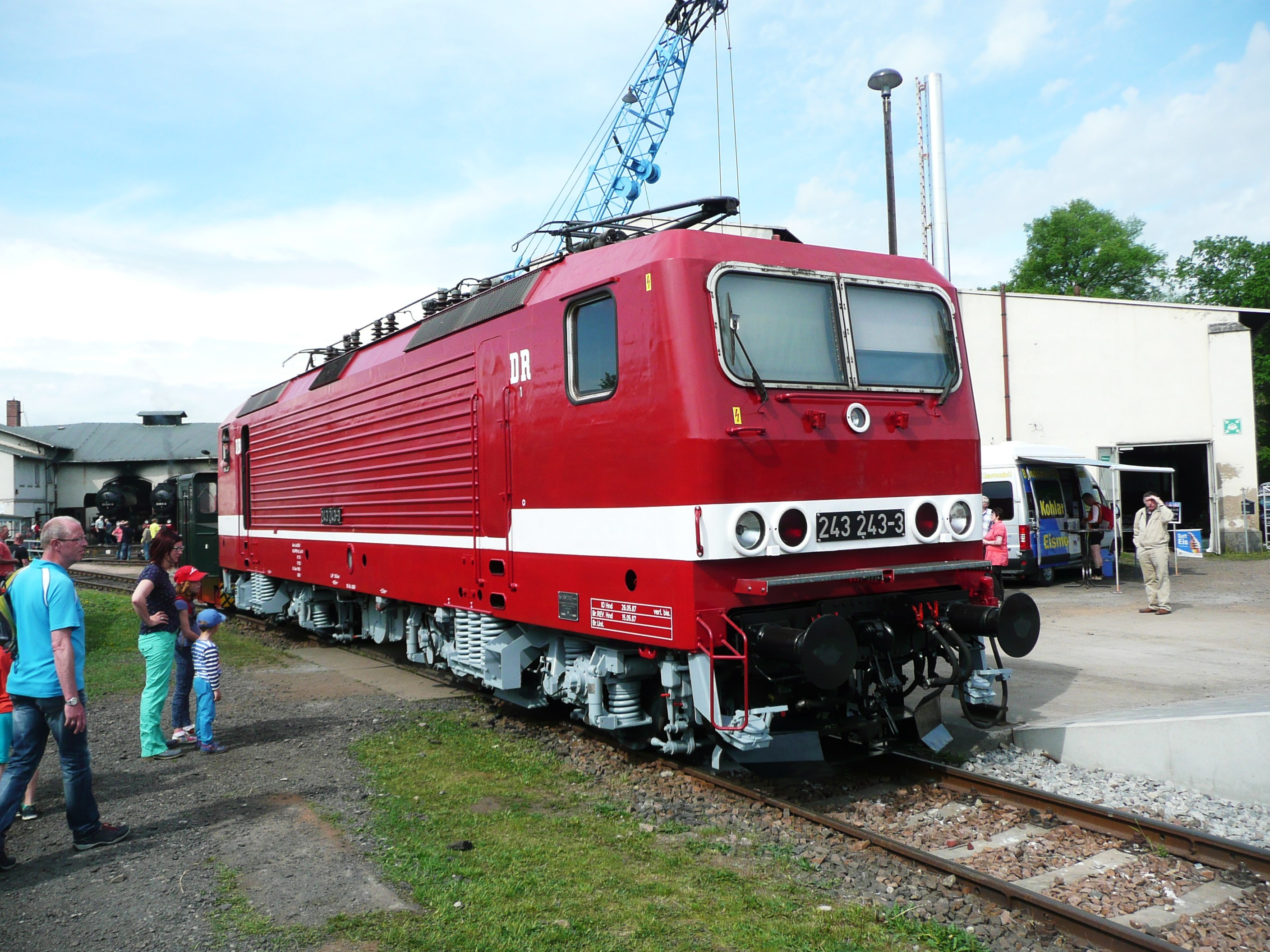
243 243 im Originalanstrich auf einer Ausstellung im Bf Nossen
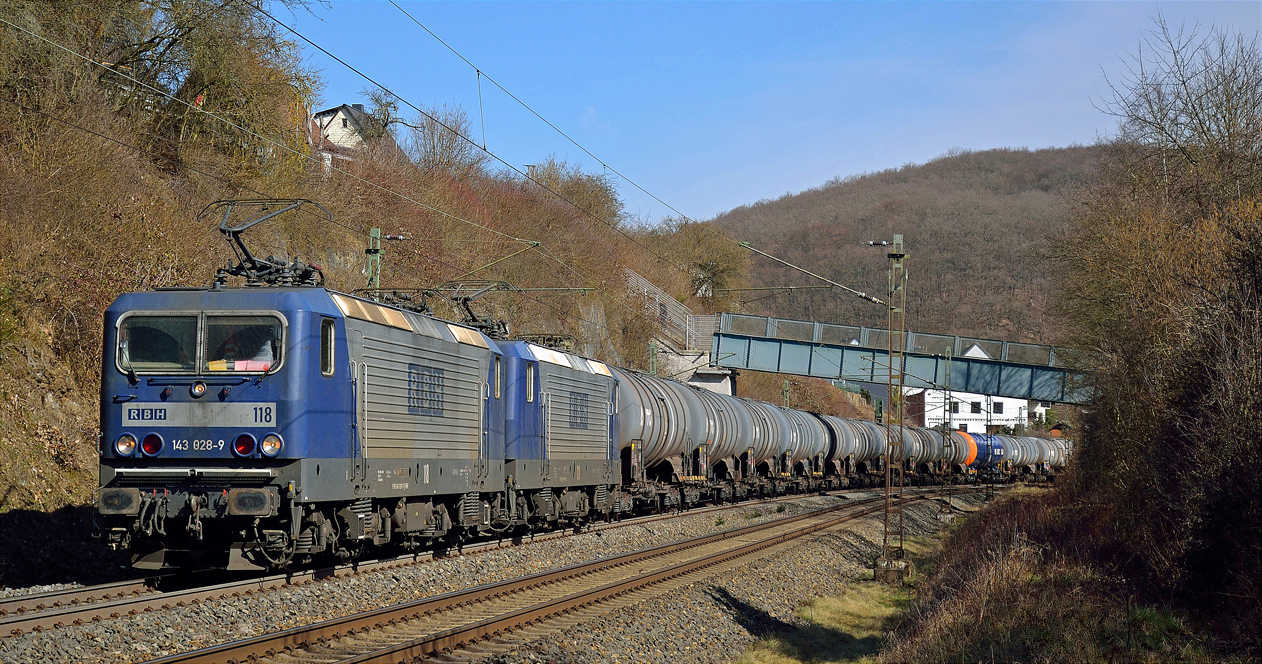
Zwei Maschinen von RBH Logistics in Doppeltraktion mit einem Ganzzug aus Kesselwagen auf der Dillstrecke bei Sechshelden (März 2017).
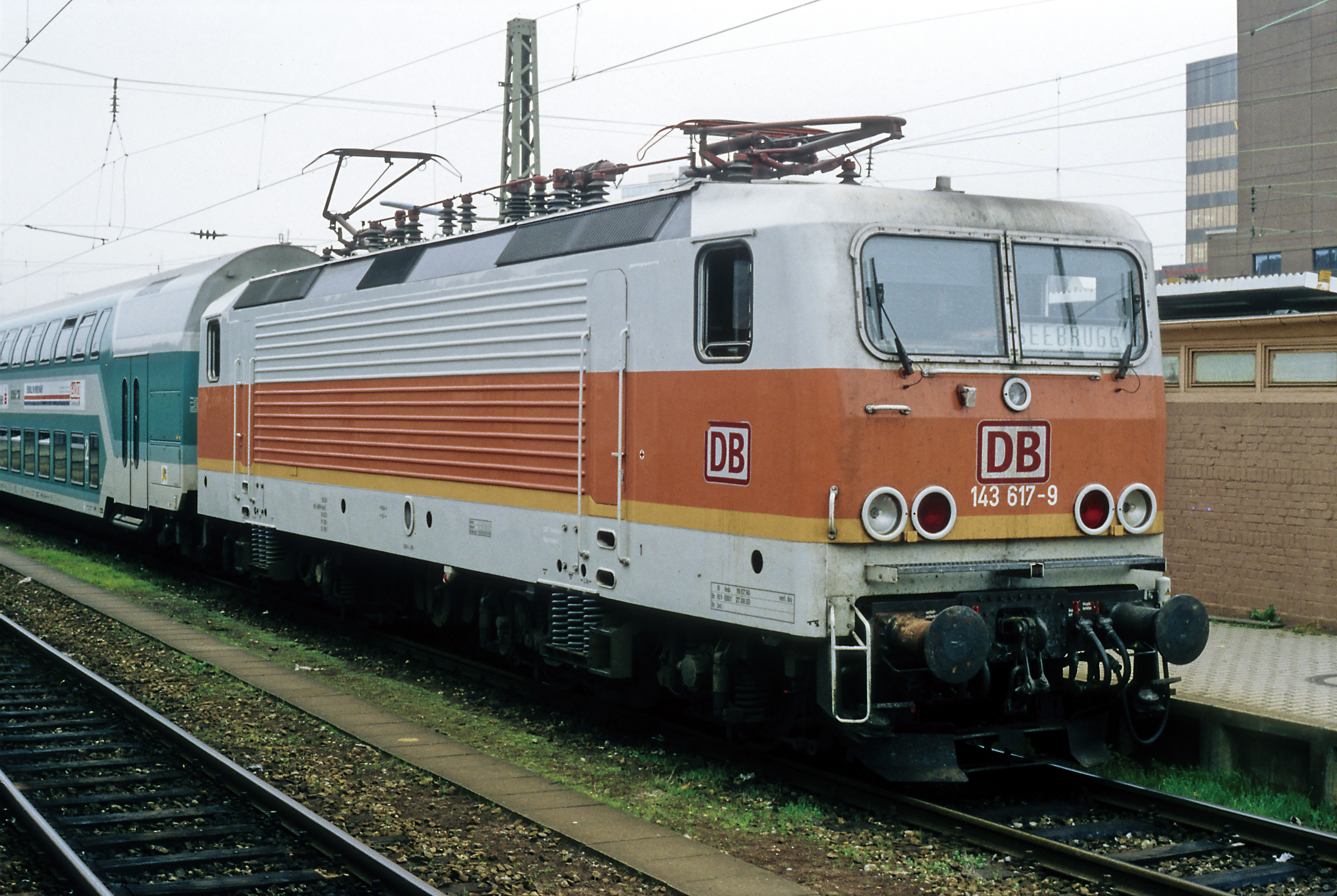
Lokomotive in S-Bahn-Produktlackierung
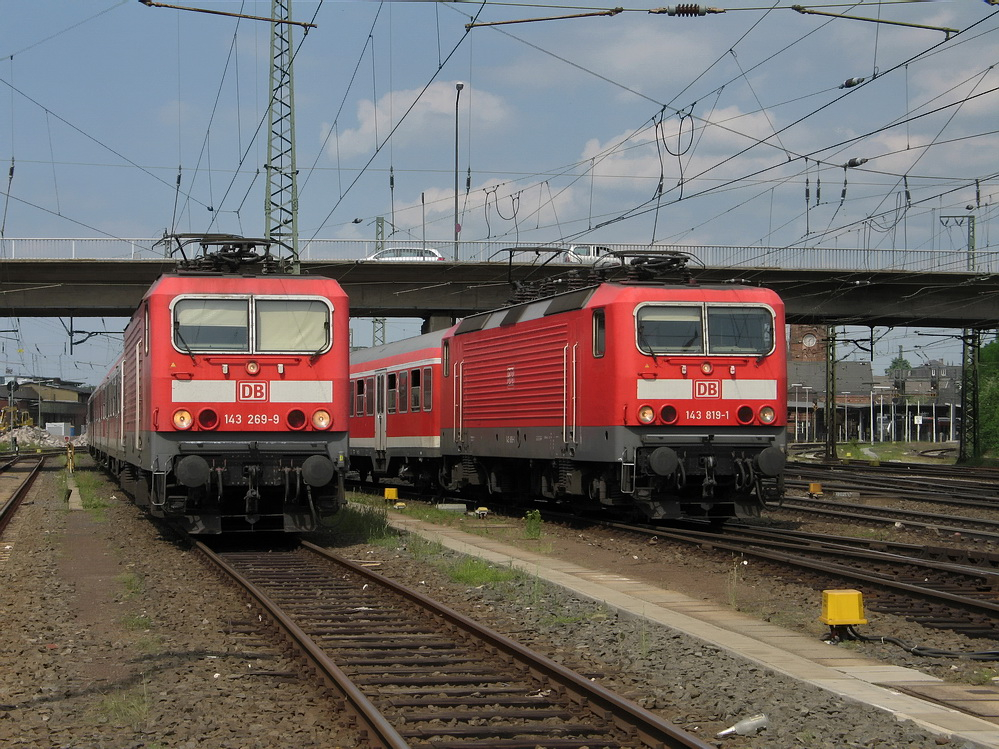
Unterschiedliche Kopfformen der Dachschrägen der 143 269 und 819
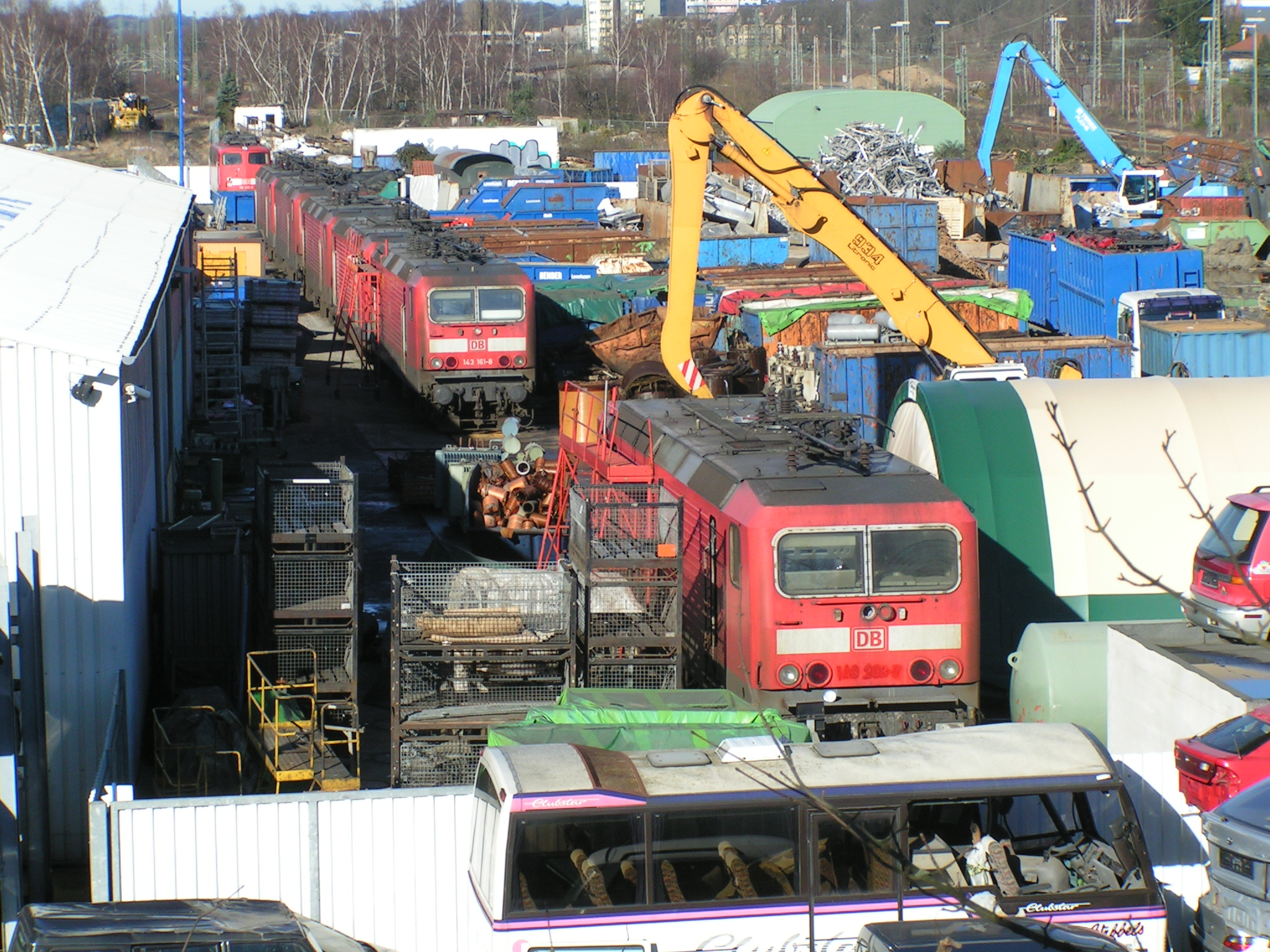
Lokomotiven der Baureihe 143 bei der Verschrottung
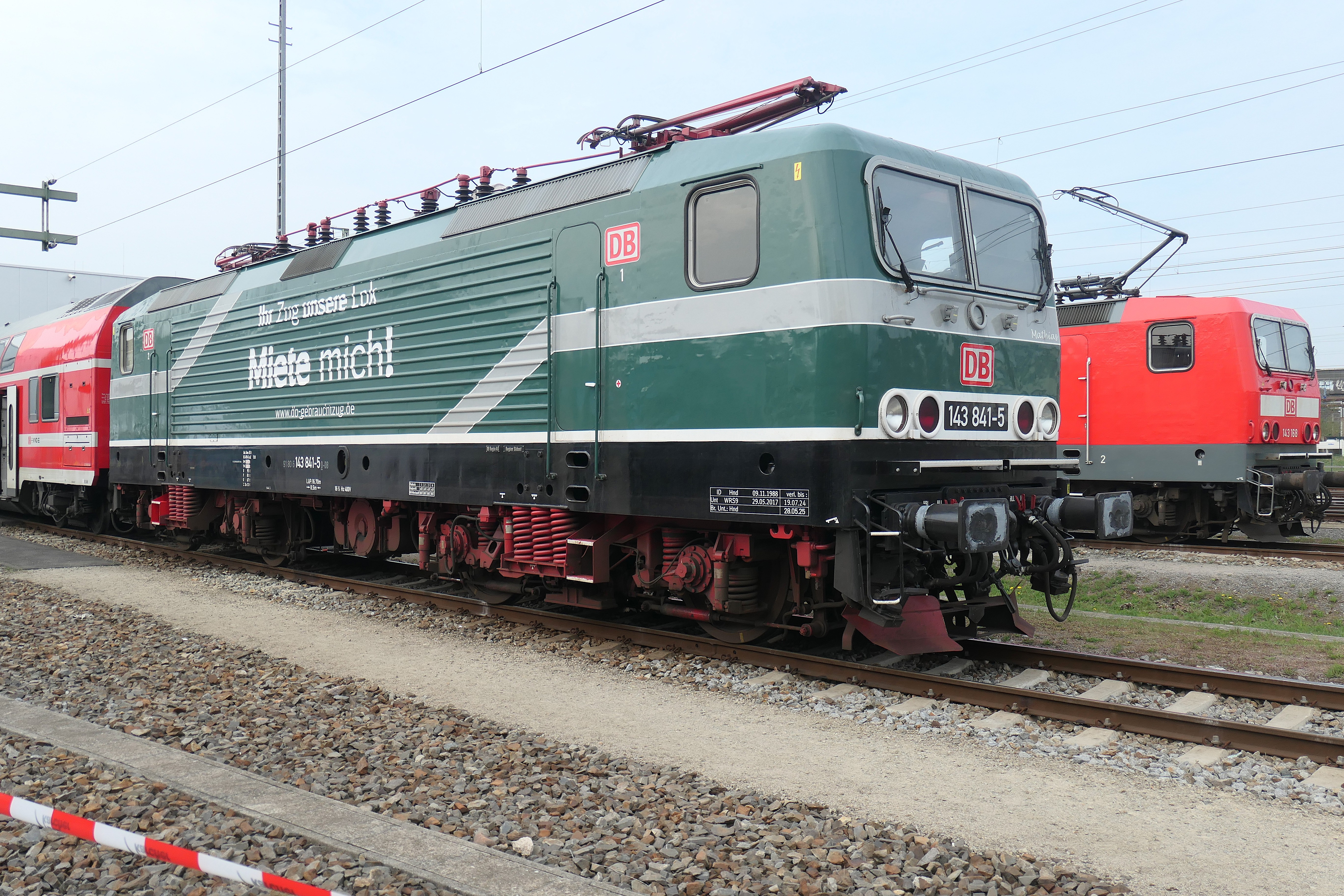
Lokomotive 143 841 vom Mietpool von DB Regio (2025)

34 weitere Triebfahrzeuge der auch im Güterverkehr bewährten Baureihe 143 mit zeitmultiplexer Doppeltraktionssteuerung „ZDS“ wurden von DB Regio AG 2007–2011 an die Bahntochter RBH Logistics GmbH (ehemalige Ruhrkohle AG) in Gladbeck verkauft. Weitere zehn Triebfahrzeuge erwarb die Bahntochter MEG in Merseburg. Dabei handelt es sich um die Lokomotiven 143 020, 175, 179, 204, 257, 310, 344, 848, 851 und 864, die von der MEG die Betriebsnummern 601–610 erhielten. Im April 2016 wurden vier 143er (143 285, 354, 871, 934) des Bahnbetriebswerkes Halle (Saale) leihweise für den Güterzugdienst an die DB Cargo AG abgegeben, zwischenzeitlich sind weitere Maschinen anderer Betriebshöfe hinzugekommen, so dass 2016 37 Lokomotiven ein neues Betätigungsfeld gefunden hatten.
Bis April 2016 waren bereits 300 Triebfahrzeuge der Baureihe 143 verschrottet. Ursache war zum Teil die Leichtbauweise und die fehlende Crash-Optimierung, so dass selbst bei leichten Aufprallschäden der Lokkasten abknickt. Dies führte oft zu Totalschäden mit anschließender Verschrottung. Die relativ geringe Höchstgeschwindigkeit von 120 km/h und die fehlende Nutzbremse wurde den Lokomotiven bei Neuausschreibungen zum Verhängnis, zudem werden bei vielen Ausschreibungen Neufahrzeuge gefordert. Außerdem fehlt es teilweise an Ersatzteilen. Teile der Elektronik wurden in Osteuropa produziert und sukzessive modernisiert.
Im November 2018 waren noch 146 Lokomotiven im Bestand der DB, jedoch nur noch ein kleiner Teil davon im Einsatz, unter anderem bei den S-Bahnen in Dresden, Halle (Saale) und Nürnberg, im Taunus-Netz zwischen Frankfurt (Main) und Limburg (Lahn) sowie bei Regio Nordost in Rostock, Cottbus und Berlin. Die 53 Lokomotiven von DB Cargo sind sämtlich abgestellt. Bereits im April 2016 befanden sich 78 Lokomotiven beim Stillstandsmanagement.[veraltet]
143 352 und 143 226 wurden im Juli 2022 von RBH Logistics an die DB Bahnbau Gruppe verkauft.

### DR-Baureihe 212 bis DB-Baureihe 112

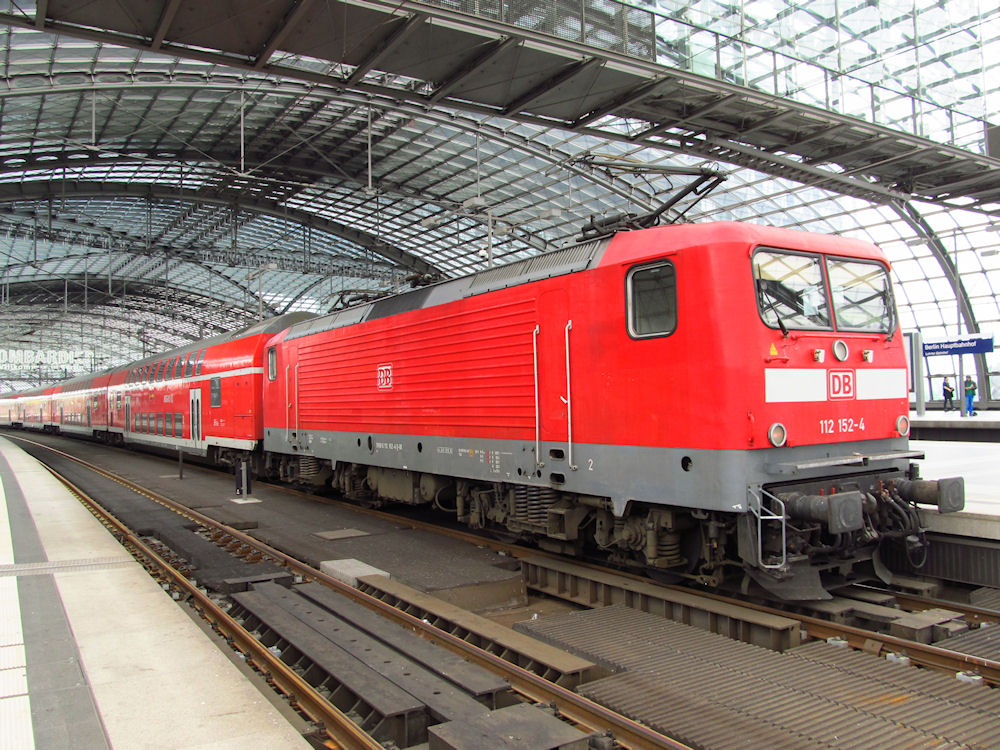
112 152 mit Regionalzug in Berlin Hauptbahnhof (Juni 2016)

Da man bei der DR bis zuletzt davon ausgegangen war, dass der Ausbau der Transitstrecken nach West-Berlin und deren Elektrifizierung durch die Bundesrepublik finanziert würde, wurde erst 1991 mit dem Ausbau bestimmter Streckenabschnitte für mehr als 120 km/h begonnen. Da bei der Deutschen Reichsbahn keine entsprechend schnellen Lokomotiven zur Verfügung standen, mussten neue Fahrzeuge beschafft werden. Die Baureihe 212 war ursprünglich für 160 km/h ausgelegt. Nach vier 1990 ausgelieferten Vorserienlokomotiven (212 002 bis 212 005, die Ordnungsnummer 001 wurde wegen der einstigen Bezeichnung der 243 001 als 212 001 nicht neu belegt) folgte ab 1991 eine Auslieferung von 35 Serienlokomotiven, bereits als 112 006 bis 040 bezeichnet. Die 35 Loks der Baureihe 212.0 (ab 1992 Baureihe 112.0) wurden zuerst auf der mittlerweile für 160 km/h ertüchtigten Strecke Berlin–Dresden eingesetzt.
Die 112 wurde zu einem Symbol für die Deutsche Einheit, denn sie war die erste Lokomotivbaureihe, die von beiden Bahnverwaltungen gemeinsam beschafft wurde. Man kam überein, dass DR und DB jeweils 45 Loks der leicht verbesserten Baureihe 112.1 bei AEG Schienenfahrzeuge bestellen würden. Die AEG hatte zwischenzeitlich ihr 1946 enteignetes Werk in Hennigsdorf wieder übernommen.

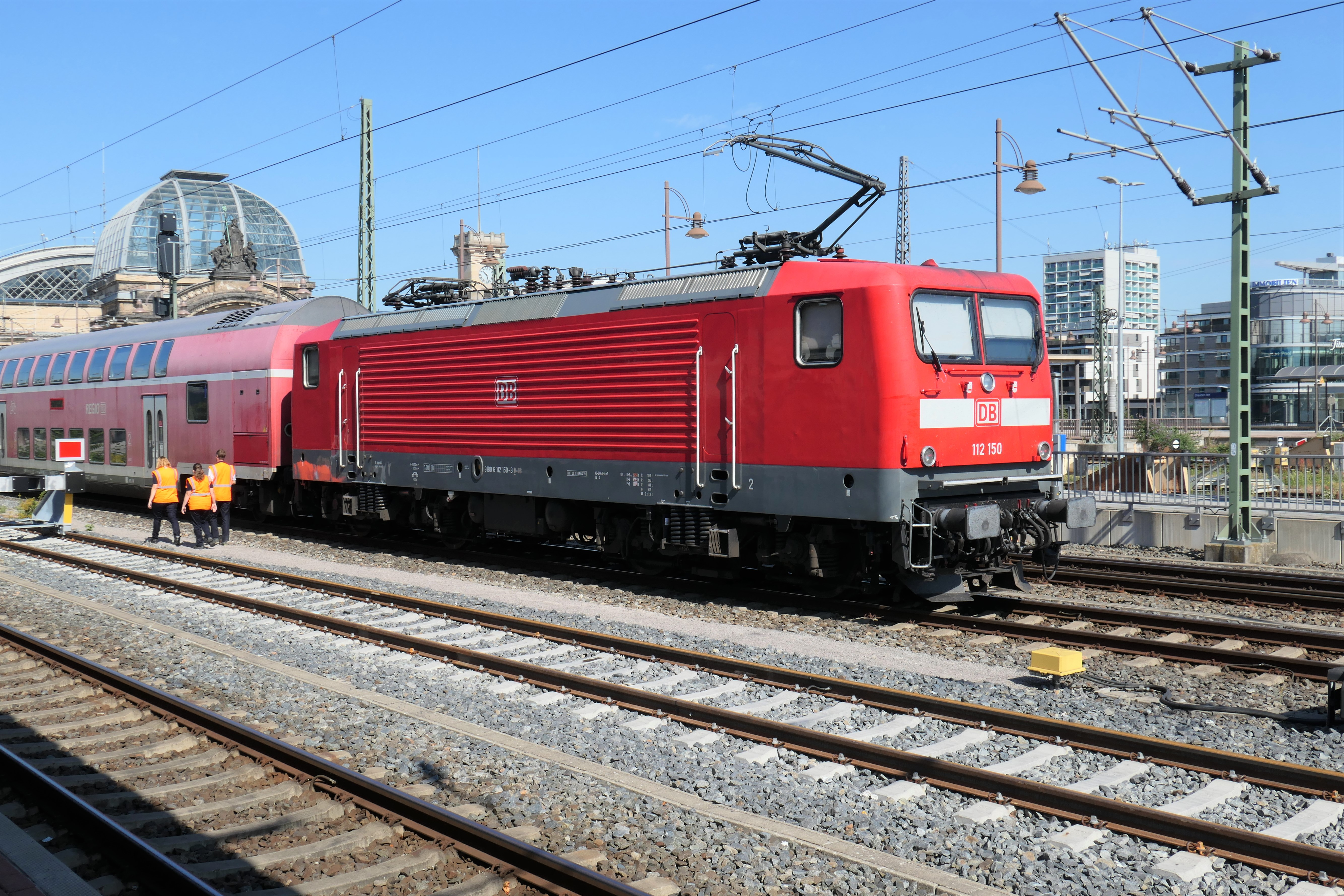
112 150 abgestellt in Dresden Hauptbahnhof

Die 112.1 fallen äußerlich durch die geänderten Lampen auf. Statt der großen und separaten Spitzen- und Schlusslichter sind sie mit kleineren Laternen ausgerüstet. Die Schlusslichter sind in die Gehäuse integriert. Weiterhin waren die 112.1 alle von Anfang an mit linienförmiger Zugbeeinflussung (LZB) ausgerüstet.

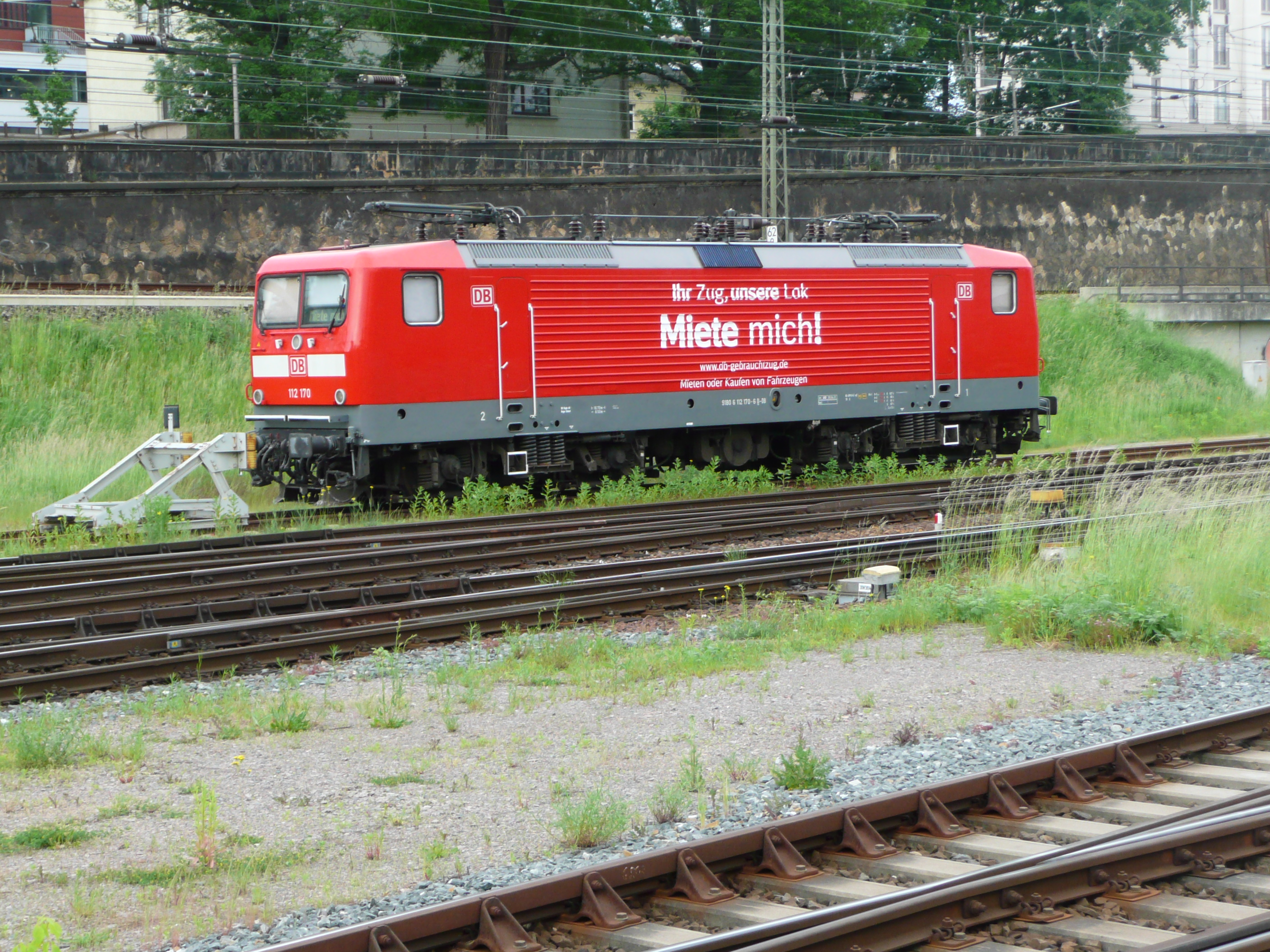
112 170 vom Mietpool der DBAG in Dresden Hauptbahnhof (2021)

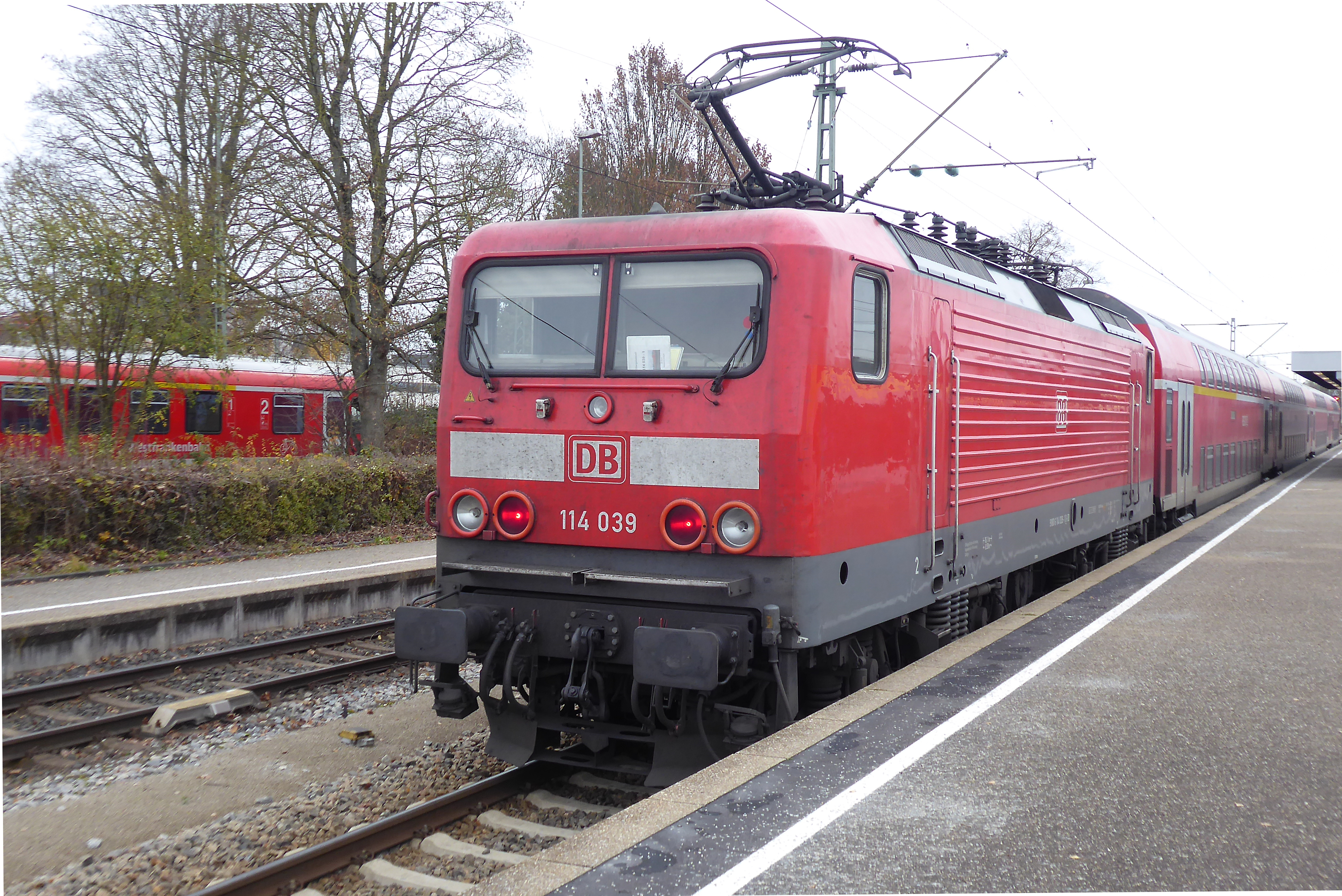
114 039 in Crailsheim

Die 112 fand nach Überwindung einiger Kinderkrankheiten ihr Hauptbetätigungsfeld in der neu geschaffenen Zuggattung Interregio, bespannte zudem einzelne InterCity. Durch den Wegfall der Gattung Interregio und den Ausbau des RE-Netzes mit 140-km/h- und 160-km/h-fähigem Wagenmaterial sind die Lokomotiven heute[veraltet] vorwiegend im Regionalverkehr anzutreffen. Die DB Fernverkehr gab deshalb zum 1. Januar 2004 alle ihre 112.1 an die DB Regio ab. Im Oktober 2016 waren die betriebsfähigen Lokomotiven allesamt dem Geschäftsbereich Regio unterstellt und verteilten sich über die Betriebshöfe Kiel (33), Berlin-Lichtenberg (18), Cottbus (12), Stuttgart (9), Rostock (6) und Magdeburg (2).

### DB-Baureihe 114.0

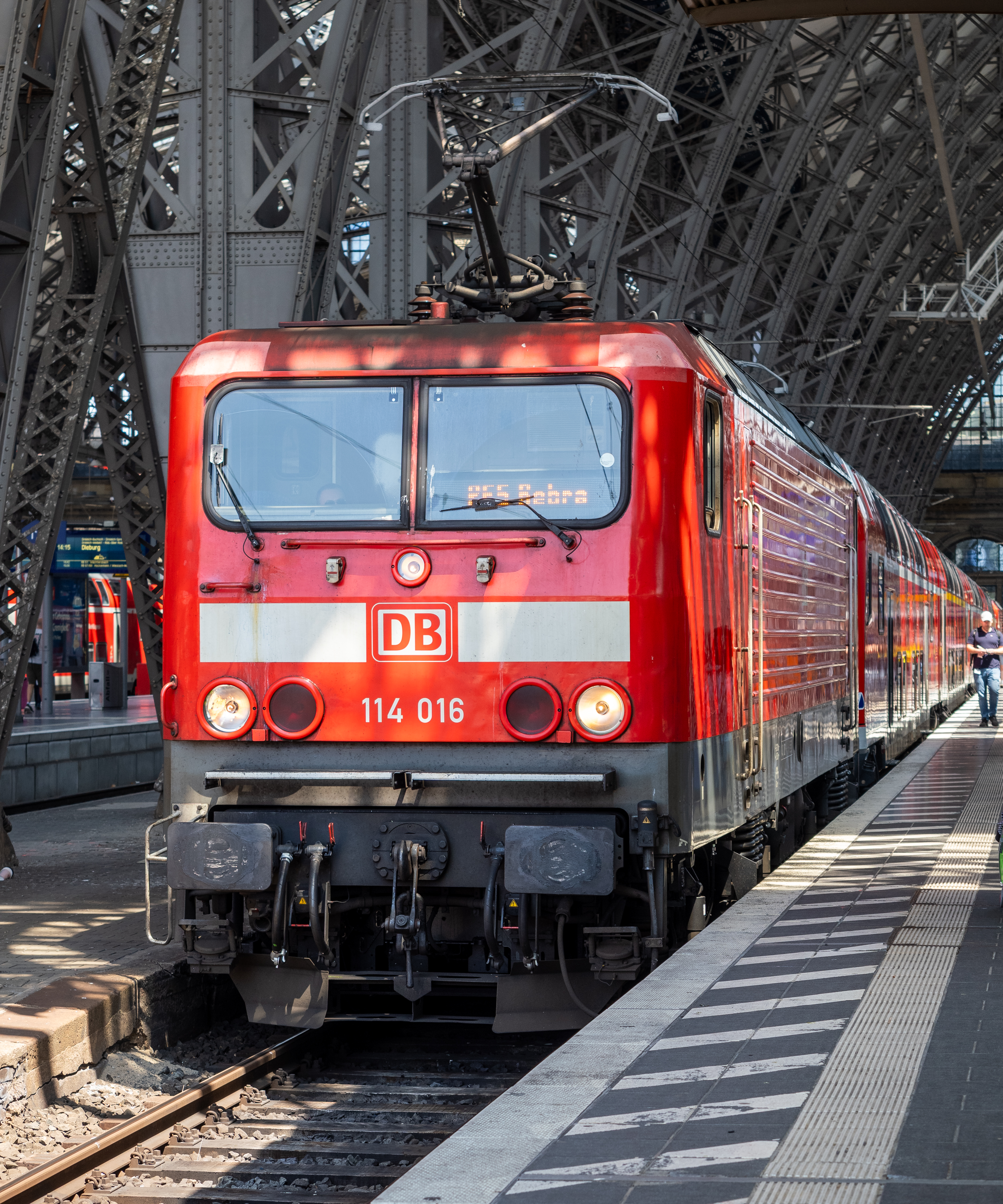
2025 in Frankfurt/Main

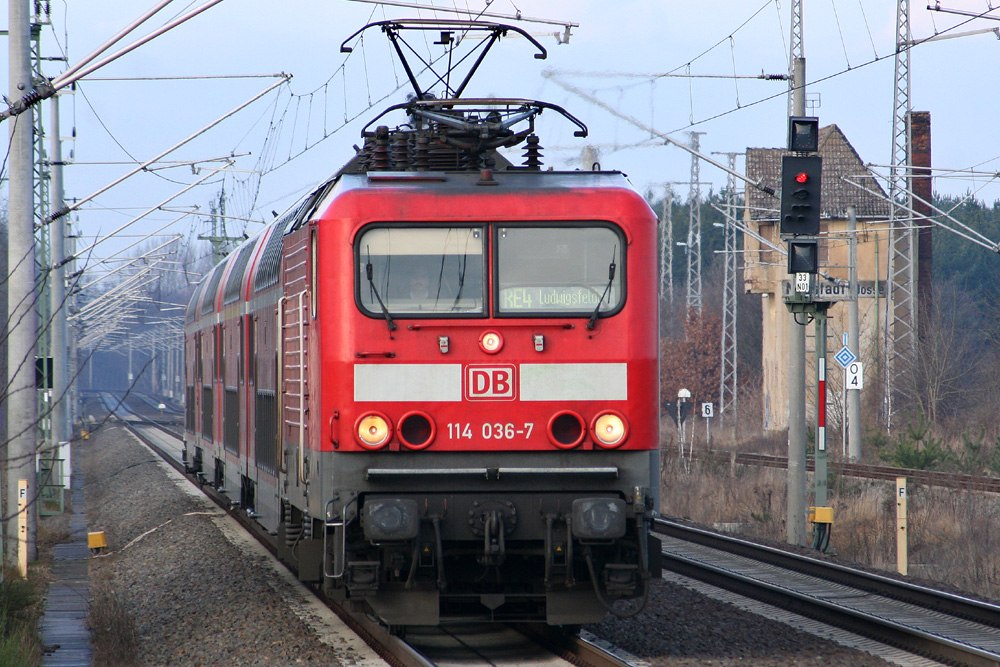
114 036-7 in Neustadt (Dosse)

Alle 38 Lokomotiven der Baureihe 112.0 wurden zum 1. April 2000 in die Baureihe 114 umgezeichnet, weil sie fortan zum Bestand von DB Regio gehörten, die Baureihe 112.1 verblieb zunächst hingegen beim Fernverkehr. Damit wollte man Verwechslungen zwischen den beiden Serien und zwischen Nah- und Fernverkehr vermeiden. Als die Fahrzeuge der Baureihe 112.1 ebenfalls in den Bestand von DB Regio eingereiht wurden, wurde allerdings keine Rückumzeichnung der Baureihe 114 vorgenommen. Des Weiteren gibt es einige Detailunterschiede zwischen den Baureihen 112.0 und 112.1, die ähnlich auch innerhalb der 143-Varianten existieren. Die betriebsfähigen Lokomotiven waren im August 2024 in den Betriebshöfen Frankfurt (Main) (14), Berlin-Lichtenberg (2), Halle/DB Gebrauchtzug (1) und WFL (3) beheimatet.

### Umbauprogramm von der Baureihe 143 zur Baureihe 114
Zahlreiche Maschinen der Baureihe 143 werden im Personennahverkehr eingesetzt. Insbesondere auf längeren RB- und RE-Verbindungen mit wenigen Zwischenhalten erweist sich die Höchstgeschwindigkeit von 120 km/h als hinderlich, zumal der Wagenpark oft für 140 oder 160 km/h zugelassen ist. Durch ihre konstruktive Verwandtschaft zur Baureihe 112.0 (114) beschloss man 2006, zwecks Ausmusterung wesentlich älterer, aber 140 km/h schneller Lokomotiven der Baureihe 110 einige Loks der Baureihe 143 auf 140 km/h und auch 160 km/h umzubauen.
Zunächst wurde die 143 171 umgebaut. Sie erhielt die Betriebsnummer 114 101 und wurde für eine Höchstgeschwindigkeit von 160 km/h zugelassen. Im Rahmen dieser Umbauten wurden die bisherigen Stromabnehmer gegen neue des Typs SSS 87 getauscht, die mit einer Schleifleistenbruchüberwachung ausgerüstet sind. Die Übersetzung zwischen Fahrmotorritzel und Großrad wurde geändert, die Zugbeeinflussung und die Bremsausrüstung an die höhere Geschwindigkeit angepasst, die Gleitschutzsoftware modifiziert sowie die Stirnfenster verstärkt. Zusätzlich wurden Schlingerdämpfer zwischen Lokkasten und Drehgestellrahmen eingebaut. Diese Lokomotive galt dann als Baureihe 114.1.
Als zweite wurde die 143 120 für eine Höchstgeschwindigkeit von 140 km/h umgebaut, sie erhielt mit 114 301 ebenfalls eine neue Betriebsnummer. Hierbei konnte auf die Änderung der Übersetzung sowie auf die Schlingerdämpfer verzichtet werden. Die Lok wurde als Baureihe 114.3 geführt. Inzwischen werden die Loks der Baureihe 114.3 wieder unter ihrer ursprünglichen Nummer geführt.
Ein weiterer Umbau erfolgte im Jahr 2012 mit der 143 873 zur 114 009, welche auch die Zulassung für 160 km/h bekam, da die originale 114 009 beim Fahrzeugbrand in Berlin Ostbahnhof im Jahr 2011 vollständig zerstört wurde.
Der Einsatz der beiden umgebauten Fahrzeuge erfolgte neben der Erprobung im Testbetrieb auch im regulären Planbetrieb vom Einsatzort Magdeburg aus. Die Kosten für die Ertüchtigung auf 160 km/h beliefen sich pro Lokomotive auf rund 300.000 €, der Umbau für eine Geschwindigkeit von 140 km/h war mit etwa 48.000 € deutlich kostengünstiger (Zahlen von 2007). Aus diesem Grund wurde nur eine Geschwindigkeitserhöhung auf 140 km/h weiterverfolgt, 2007 begannen Umbauten an weiteren Maschinen.
Unter anderem in Trier befinden sich einige für 140 km/h umgebaute 114.3, sie werden allerdings weiter als Lokomotiven der Reihe 143 geführt und nur bis 120 km/h eingesetzt, denn eine Zulassung für 140 km/h durch das Eisenbahnbundesamt erfolgte nie. Seitens der DB wurde der serienmäßige Umbau für 140 oder 160 km/h nicht weiter verfolgt.
Die umgebauten Fahrzeuge 114 101 und 301 wurden mittlerweile zerlegt.

### DB 755 025

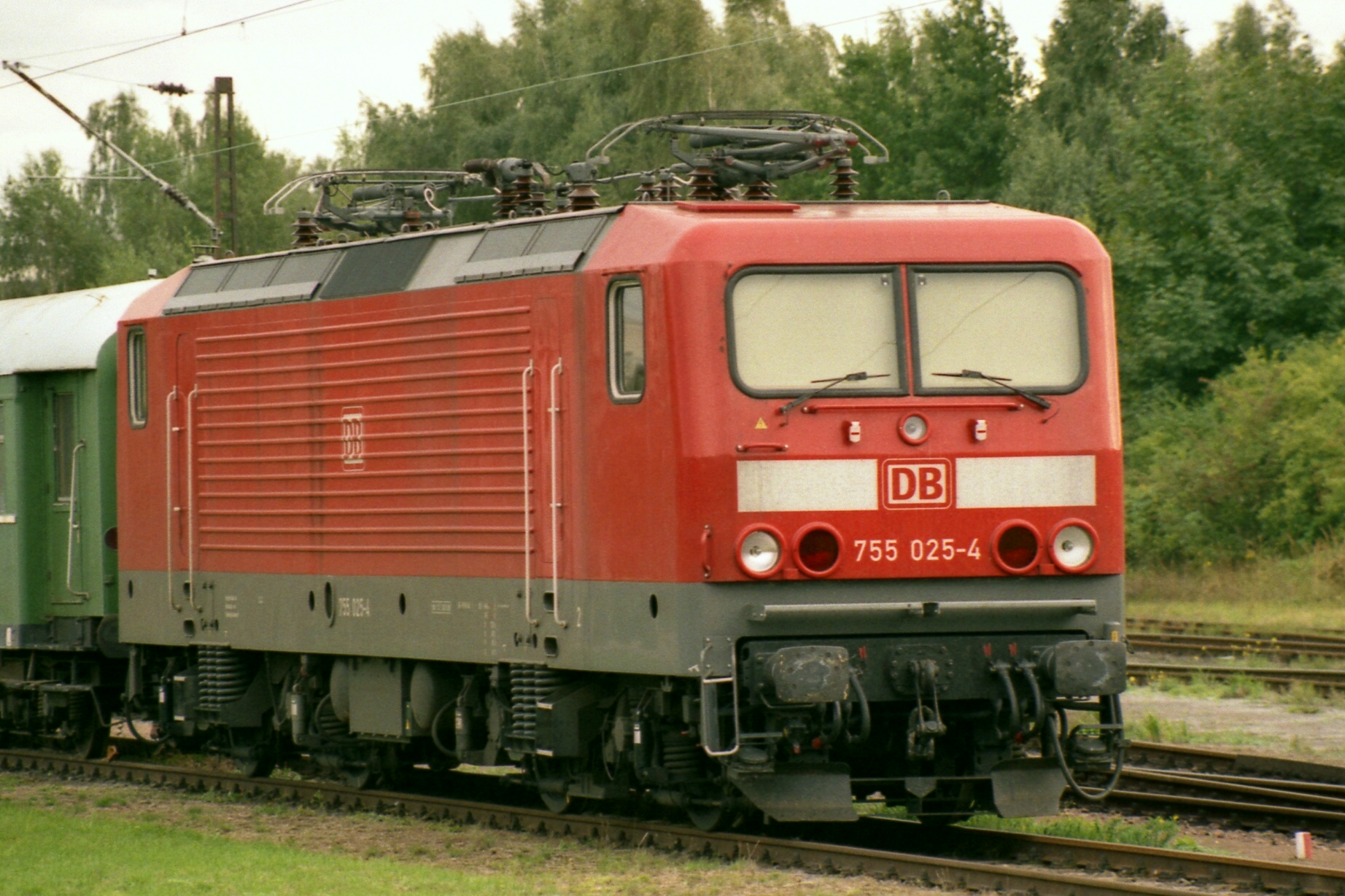
755 025 Werk Dessau 13. September 2001

Die Zentralstelle Maschinentechnik (ehemals Versuchs- und Entwicklungsstelle (VES-M) Halle) benötigte für ihre Messungen und Versuchsfahrten ebenfalls eine schnelle Elektrolokomotive. Die Versuchslokomotiven der Baureihe E 18 genügten nicht mehr den gestiegenen Anforderungen. Mitte 1992 wurde ihr die Lokomotive 112 025 zugewiesen (Baureihe 112.0), die später als Bahndienstfahrzeug in 755 025 umbezeichnet wurde. Inzwischen trägt die Lokomotive die Nummer 114 501. Sie wurde 2015 mit Fristablauf abgestellt und im Oktober 2021 verschrottet.

## Konstruktion
Die Lokomotiven laufen auf zwei zweiachsigen Drehgestellen. Zur Beseitigung kleinerer Fremdkörper auf dem Gleis sind an jedem Stirnträger Bahnräumer befestigt. Die Radsätze werden in den Drehgestellrahmen mit Hilfe von Lemniskatenlenkern geführt, die Primärfederung bilden je zwei Schraubenfedern pro Achslager. Die Radsätze sind rollengelagert. Der Lokkasten stützt sich über je sechs Flexicoil-Schraubenfedern mit parallelgeschalteten Schwingungsdämpfern auf den Drehgestellen ab, die Drehzapfen sind dabei in Quer- und Längsrichtung elastisch gelagert. Der Aufbau besteht aus dem Hauptrahmen, auf dem die beiden Führerhäuser und die Seitenwände befestigt sind, und vier zu Wartungszwecken abnehmbaren Dachhauben. Der Lokkasten ist eine selbsttragende geschweißte Konstruktion. Das charakteristische Aussehen erhält die Lok durch die Längssicken der Seitenwände. Kühlungsbedürftige Bauteile, v. a. Fahrmotoren, Bremswiderstände, Thyristoren und Haupttransformator, werden durch Lüfter über geschlossene Kanäle in der Dachschräge mit Außenluft versorgt.
Jede Achse verfügt über einen eigenen Fahrmotor. Die Lagerung und die Kraftübertragung erfolgt zweiseitig über einen Kegelringfeder-Antrieb. Die Baureihen 143 und 112/114 unterscheiden sich hierbei durch die Getriebeübersetzung und zusätzliche Schlingerdämpfer zwischen Kasten und Drehgestellrahmen. Die Motoren wurden aus denen der Baureihe 155 weiterentwickelt und sind über einen Adapter auch mit diesen tauschbar, dies wird jedoch nicht genutzt. Der Haupttransformator ist ein bei Elloks üblicher, ölgekühlter Dreischenkeltrafo. Die Steuerung der Fahrmotoren (Einphasen-Reihenschlussmotoren) erfolgt hochspannungsseitig über ein Stufenschaltwerk mit 30 Fahrstufen. Durch einen Thyristorsteller wird ein stufenloses Überschalten zwischen den Fahrstufen und somit auch eine stufenlose Leistungsstellung ermöglicht. Die Steuerbefehle des Triebfahrzeugführers und die Statusinformationen der Geräte laufen in einem komplexen Elektronikschrank, ausgeführt in Langsame-störsichere-Logik-Technik, zusammen.
Die eigentliche Fahrsteuerung erfolgt standardmäßig halbautomatisch, indem der Lokführer eine Geschwindigkeit und eine maximale Zugkraft vorwählt. Die Elektronik regelt die Zielgeschwindigkeit dann über Schaltwerksbefehle und die elektrische Bremse ein und überwacht selbsttätig Motorspannung, -strom, Fahrleitungsspannung, Oberstrom und Drehzahldifferenzen der Achsen durch Schleuderneigung. Um nach Erreichen der Zielgeschwindigkeit Verschleiß am Schaltwerk durch permanenten Wechsel von Fahren und Bremsen insbesondere bei welligem Streckenprofil zu vermeiden, kann der Triebfahrzeugführer über Kipp-/Drucktaster zwischen vier Sonderprogrammen wählen, die der Elektronik die Befehle „Nur Fahren“ (Elektrische Bremse bleibt deaktiviert, wenn das Triebfahrzeug die vorgewählte Geschwindigkeit überschreitet), „Nur Bremsen“ (Wenn das Triebfahrzeug die vorgewählte Geschwindigkeit unterschreitet, werden nicht erneut Fahrstufen aufgeschaltet; wird die Geschwindigkeit überschritten, greift die elektrische Bremse jedoch korrigierend ein), „Freier Auslauf“ (Ablaufen des Schaltwerks in Stufe 0) oder „Bedingter Auslauf“ (Ablaufen des Schaltwerks in Stufe 0 nach einmaligem Erreichen der vorgewählten Geschwindigkeit) übermitteln. Die Sonderprogramme lassen sich mit dem Kipptaster „Löschen Sonderprogramme“ oder durch das Einstellen einer neuen Zielgeschwindigkeit wieder deaktivieren. Im Notbetrieb arbeitet eine zur Hauptsteuerung redundante Auf-Ab-Steuerung (Hilfssteuerung), während im Wendezugbetrieb die Funktionalitäten der Hauptsteuerung weiterhin genutzt werden, obwohl die Fahrstufen dann ebenfalls meist mittels Auf-Ab-Befehle angesteuert werden (bspw. Steuerwagen der Bauarten 482 und 761 bis 765). Der Steuerwagen Bauart 766 nutzt für den Wendezugbetrieb die maximal vorgegebene Zugkraft und regelt damit die Fahrstufen selbst, nicht aber die Geschwindigkeit. Nur bei der Steuerung von Doppelstocksteuerwagen der Bauart 760 ist die vollständige Geschwindigkeitsregelung der Lokomotive aktiv.

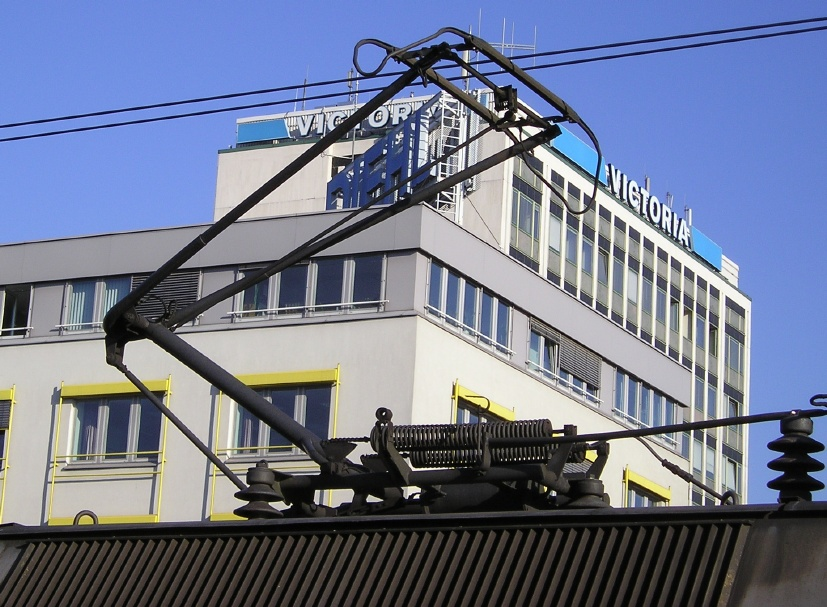
Der Einholmstromabnehmer der 143

Das Bremssystem besteht aus einer indirekten KE-Druckluftbremse, einer direkten Zusatzbremse und der elektrischen Widerstandsbremse. Zum Rangieren und Festhalten des Zuges beim Halten ist eine direkt wirkende Zusatzbremse vorhanden. Bei einer Betriebsbremsung mit dem Führerbremsventil wirkt zunächst die indirekte Druckluftbremse. Deren Vorsteuerluft bestimmt über einen Druckwiderstandsgeber den Bremssollwert, den die Lokomotive nun mit der verschleißarmen elektrodynamischen Bremse zu erreichen versucht, mit deren Wirksamkeit die Druckluftbremse über ein Magnetventil unwirksam geschaltet wird. Reicht die elektrische Bremswirkung nicht aus, so wird die Differenz zum Sollwert selbsttätig durch die Druckluftergänzungsbremse ausgeglichen. Die beim Bremsen durch alle vier Fahrmotoren erzeugte elektrische Energie wird in einem gemeinsam genutzten Bremswiderstand in Wärme umgewandelt und mittels Lüfter abgeführt. Die Regelung erfolgt über eine Thyristor-Halbbrückenschaltung. Die elektrodynamische Bremse ist fahrleitungsabhängig, d. h. die elektrische Bremse funktioniert nicht, wenn der Hauptschalter wegen Unterspannung auf der Fahrleitung ausgelöst hat.
Auf dem Dach finden sich neben den erstmals serienmäßig bei DR-Lokomotiven verwendeten Einholmstromabnehmern Dachtrenner, Hauptschalter und Antennen für den Zugfunk.
Die ergonomisch gestalteten und isolierten Führerstände verfügen über eine für die DDR sensationelle Klimatisierung. Ergonomie und Design erfolgte durch die Hochschule für industrielle Formgestaltung Halle, Burg Giebichenstein.

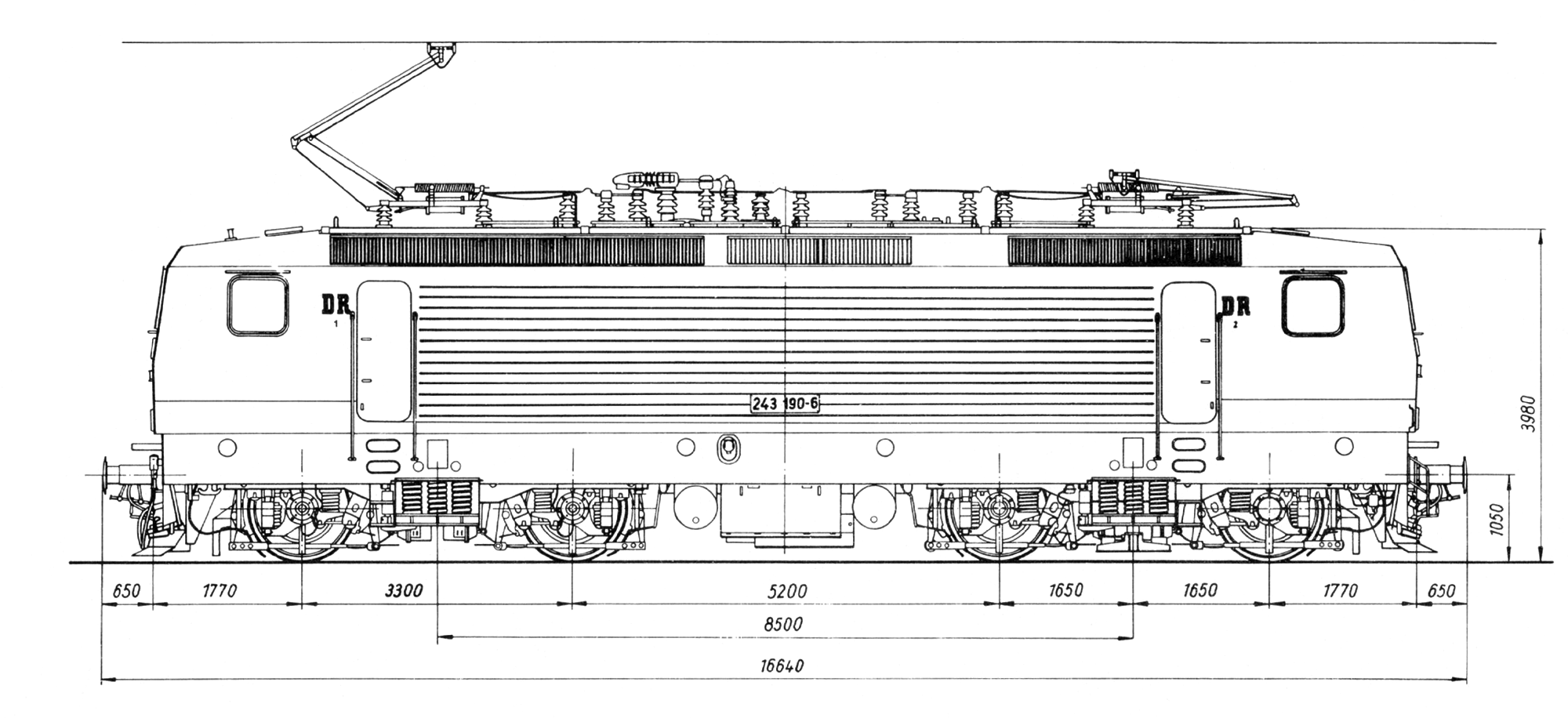
Ausschnitt einer technischen Zeichnung der Elektrolokomotive Nummer 243 190 der Deutschen Reichsbahn

## Ausrüstung
In den letzten Jahren kam es zu zahlreichen Umbauten, sodass eine kaum noch zu überblickende Variantenvielfalt bei der Baureihe 143 die Folge ist. Bei allen Maschinen ist eine Sicherheitsfahrschaltung und eine Punktförmige Zugbeeinflussung vorhanden. Ursprünglich handelte es sich dabei um die in der DDR entwickelte PZ 80. Eine Türsteuerung war ursprünglich nur als Bestandteil der 34-poligen DR-Wendezugsteuerung vorhanden. Die aktuell noch vorhandenen Varianten lassen sich vereinfacht wie folgt zusammenfassen:
- 143-S: für den S-Bahn-Verkehr
- 143-R: für den Regionalverkehr
- 143-F: Variante für Wendezugbetrieb mit 34-poliger DR-Steuerung
- 143-W: Variante für Wendezugbetrieb mit 36-poliger DB-Steuerung

Ein PZB-Fahrzeuggerät der Bauart I 60 R, das mittlerweile per Software-Update auf den Funktionsstand PZB 90 gebracht wurde, ist bei den 143-S und einem Teil der 143-R eingebaut. Die ursprüngliche PZ 80, die mittels Nachrüstsatz mit einem Rechnerkern zur PZ 80R mit PZB-90-Funktionalität aufgerüstet wurde, besitzen einige 143-R und alle 143-F und -W. Immerhin 30 143-R sowie alle 112.1 besitzen ein Fahrzeuggerät LZB 80 für die linienförmige Zugbeeinflussung, das ebenfalls die PZB-90-Funktionalität bietet.
Sämtliche 112, 114 und 143 besitzen seit Anlieferung eine konventionelle Wendezugsteuerung (KWS) über das bei der DR übliche 34-polige Steuerkabel. Die 143.8 waren auf diesem Weg zudem doppeltraktionsfähig. Dafür wurde ein besonderes Vielfachverbindungskabel mit roten Steckern benutzt. Für den Wendezugbetrieb mit modernen Steuerwagen verfügen alle 112, 114, 143-S und 143-R über eine zeitmultiplexe Wendezugsteuerung (ZWS), welche – mit Ausnahme der 143-S – auch den Zusatz für Doppeltraktion (ZDS) besitzt.
Sämtliche Maschinen besitzen inzwischen die Türblockierung ab 0 km/h (TB0), welche den Mindeststandard für Türsteuerungen darstellt. Mit Ausnahme der Variante W besitzen alle 143er eine frequenzmultiple Zugsteuerung (FMZ), welche eine seitenselektive Türsteuerung mit Überwachung und somit die Selbstabfertigung durch den Triebfahrzeugführer (SAT) ermöglicht. Bei der Variante S sind zudem Abfertigungsmikrofone vorhanden, mit denen die Außenlautsprecher der x-Wagen angesteuert werden können und die Abfertigung ggf. auch vom Bahnsteig aus erfolgen kann. Bei der Variante R wurde durch Nachrüstung das Technikbasierte Abfertigungsverfahren (TAV) möglich, bei dem eine Beobachtung der Vorgänge am Zug bei der Abfertigung nicht mehr erforderlich ist. Bei 20 Maschinen der Variante R sind die Notbremsüberbrückung (NBÜ) und die elektropneumatische Bremse (ep) nach UIC 541-5 nachgerüstet worden. Beides ist Voraussetzung für den Zugbetrieb beispielsweise im neuen Mainzer Eisenbahntunnel und im Nord-Süd-Fernbahntunnel in Berlin.
An Einrichtungen für die Fahrgastinformation besitzen sämtliche Maschinen elektronische Zugzielanzeiger. Die Zugzieleinstellung kann bei den Varianten S und W nur direkt am Anzeiger erfolgen, während die Anzeiger der übrigen Varianten busfähig sind, sich also ggf. auch vom Steuerwagen aus einstellen lassen, sofern dieser dafür ausgerüstet ist. Ebenfalls auf die Varianten R und F sowie wenige S-Bahn-Lokomotiven beschränkt ist die GPS-gesteuerte Haltestellenansage vom Sprachspeicher sowie die Wechselsprechverbindung zu den Notrufsprechstellen im Fahrgastraum.
Eine Rechnereinheit für den elektronischen Buchfahrplan EBuLa ist auf allen Lokomotiven vorhanden und wird seit dem Jahr 2003 genutzt. Ebenfalls 2003 wurden alle Lokomotiven mit elektronischen Energieverbrauchsmesseinrichtungen (TEMA) zur Energieabrechnung ausgerüstet. Nach und nach werden die beiden Systeme nun verbunden, so dass man den Energieverbrauch auf dem EBuLa-Display ablesen kann; später folgen dem noch Fahrempfehlungen zur energiesparenden Fahrweise. Der Dako-Gleitschutz wurde wegen Fehlfunktionen ausgebaut, die 143-R und -S besitzen inzwischen einen Knorr-Gleitschutz, welcher auch den Schleuderschutz durch selektives Abbremsen schleudernder Achsen unterstützt. Als Führerbremsventil ist bei fast allen Maschinen ein Knorr-Selbstregler D2 eingebaut, nur wenige 143 besitzen noch ein Dako-Ventil. Dagegen ist das Dako-Zusatzbremsventil noch weit verbreitet, in der Mehrheit ist aber auch das Zusatzbremsventil inzwischen eine Knorr-Bauart.
Die Lokomotiven der Baureihe 112.1 wurden schon durch den Hersteller mit Fahrzeuggeräten LZB 80 sowie der zeitmultiplexen Wendezug- und Doppeltraktionssteuerung (ZWS/ZDS) ausgerüstet. Eine FMZ für die Selbstabfertigung durch den Tf ist ebenfalls vorhanden, später noch durch die TB-0-Funktionalität ergänzt, ferner ein nicht busfähiger Matrix-Zugzielanzeiger. Ein Teil der Maschinen wurde inzwischen weiter an die Erfordernisse des Nahverkehrs angepasst und besitzt nun neben den Voraussetzungen für das technisch basierte Abfertigungsverfahren auch ein GPS-gesteuertes Fahrgastinformationssystem mit LED-Zugzielanzeiger und Wechselsprechverbindung für den Fahrgastnotruf.

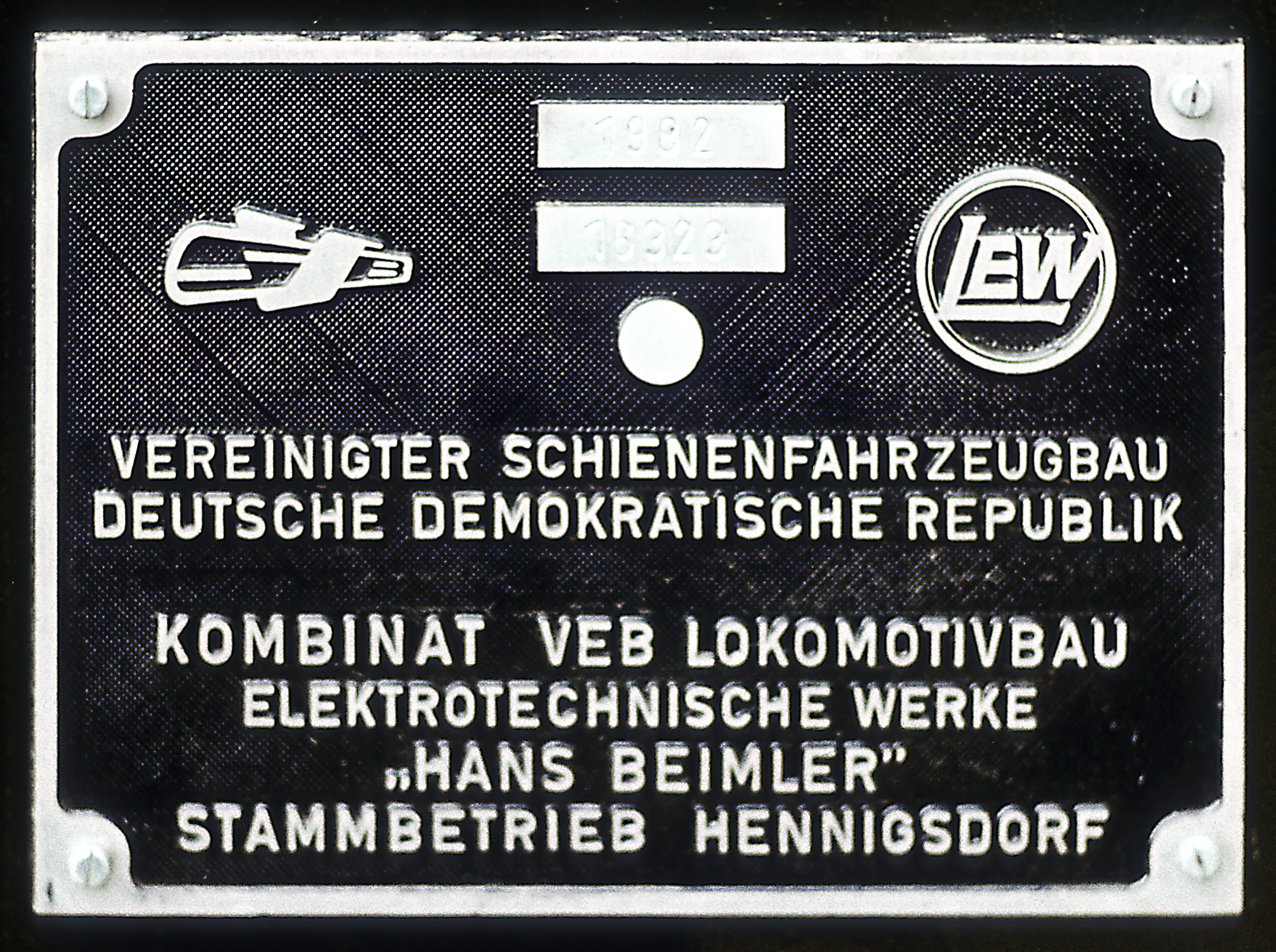
Fabrikschild der 212 001

Im Gegensatz zu den Lokomotiven der Baureihen 143 und 114 besitzen die 112 je ein neuzeitliches, in den Führertisch eingelassenes Führerbrems- und Zusatzbremsventil. Von Beginn an war eine Notbremsüberbrückung (NBÜ) und eine Steuereinheit für die elektropneumatische Bremse (ep) nach System DB (mittlerweile bei allen Maschinen außer Betrieb) vorhanden, welche inzwischen bei einem Teil der Maschinen durch eine NBÜ/ep nach UIC 541-5 mit separater neunpoliger Steuerleitung ersetzt wurde.
Die Lokomotiven der Baureihe 114 verfügen inzwischen über ZWS/ZDS, FMZ/TAV und GPS-FIS. Die Führerbremsventile sind von Knorr. Es ist bei allen Lokomotiven eine NBÜ/ep nach UIC-Schrift 541-5 installiert, die jedoch bei einigen Lokomotiven außer Betrieb ist.
Nach der Wiedervereinigung Deutschlands wurden sämtliche LEW-Herstellerschilder an den Lokomotivaußenseiten entfernt.

## Einsatz im Ausland

### SOB
Eine Lokomotive wurde von 1990 bis 1995 an die SOB (Schweizerische Südostbahn AG) vermietet. 
Am 01.08.1990: Vermietung an SOB als 243 922-2.  Am 01.01.1992: Umbezeichnung zu 143 922-3.  Am 30.06.1995: Rückgabe an DB AG.

### Blå Tåget Jernbanor AB
Nach ihrer Abstellung 2019 und ihrer Ausmusterung im März 2021 wurde 112 175 an die Blå Tåget Jernbanor AB im schwedischen Alingsås verkauft. Mit einer weiteren 112 sollte sie 2022 den Blå Tåget zwischen Göteborg C und Stockholm C befördern. Die Überführung der Lokomotive erfolgte am 16. Juni 2021 mit der El 13 2125 der Bergslagernas Järnvägssällskap. Im April 2022 war die Lokomotive blau lackiert. Die Betriebsaufnahme des Blå Tåget wurde auf unbestimmte Zeit verschoben.